# Fort Washakie

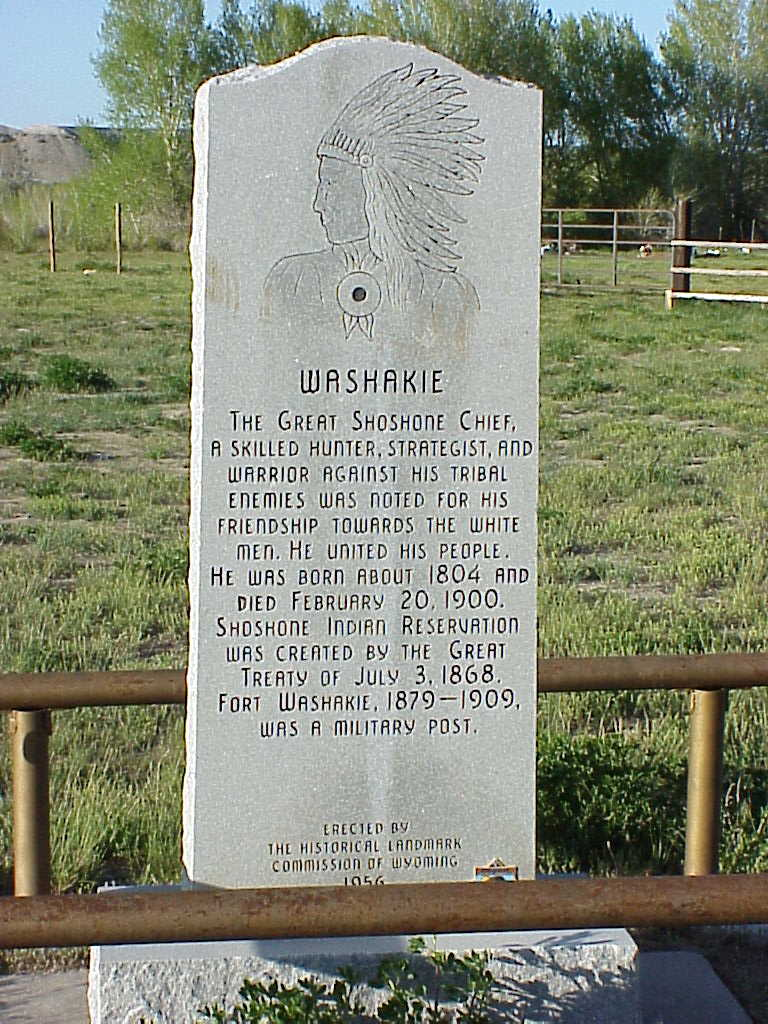
Grabstein von Chief Washakie in der Nähe des Forts

Fort Washakie war ein Fort der U.S. Army im heutigen US-Bundesstaat Wyoming. Das Fort wurde im Jahr 1869 zunächst als Camp Augur eingerichtet, benannt nach General Christopher C. Augur, dem Kommandeur des Department of the Platte. 1870 wurde das Camp zu Ehren von Frederick H. Brown in Camp Brown umbenannt, der 1866 beim Fetterman-Gefecht getötet wurde. 1878 bekam es den Namen von Häuptling Washakie vom Stamm der Shoshone und war der einzige US-militärische Außenposten, der nach einem amerikanischen Ureinwohner benannt wurde. Das Fort blieb bis zu seiner Stilllegung 1909 militärischer Außenposten und wurde dann an die Shoshone Indian Agency überführt. Auf dem Boden des Forts befinden sich die Gräber von Washakie und Sacajawea, die wertvolle Hilfe auf der Lewis-und-Clark-Expedition leisteten. Die Anlage liegt innerhalb der heutigen Wind River Indian Reservation.
Nach dem historischen Fort ist die heutige Siedlung Fort Washakie benannt, die als census-designated place geführt wird.